# Władysław Ślewiński
Władysław Ślewiński (Nowy Białynin, Mazovia, 1 de junio de 1856-París, 27 de marzo de 1918) pintor polaco asociado con el movimiento Joven Polonia y el modernismo e influenciado por Paul Gauguin al que conoció en 1889 cuando se formaba en la escuela de Pont-Aven mientras se alojaba en la posada de Marie Henry.
De familia aristócrata, se mudó a París en 1888 donde estudió en la Académie Julian y la Académie Colarossi.

## Trayectoria

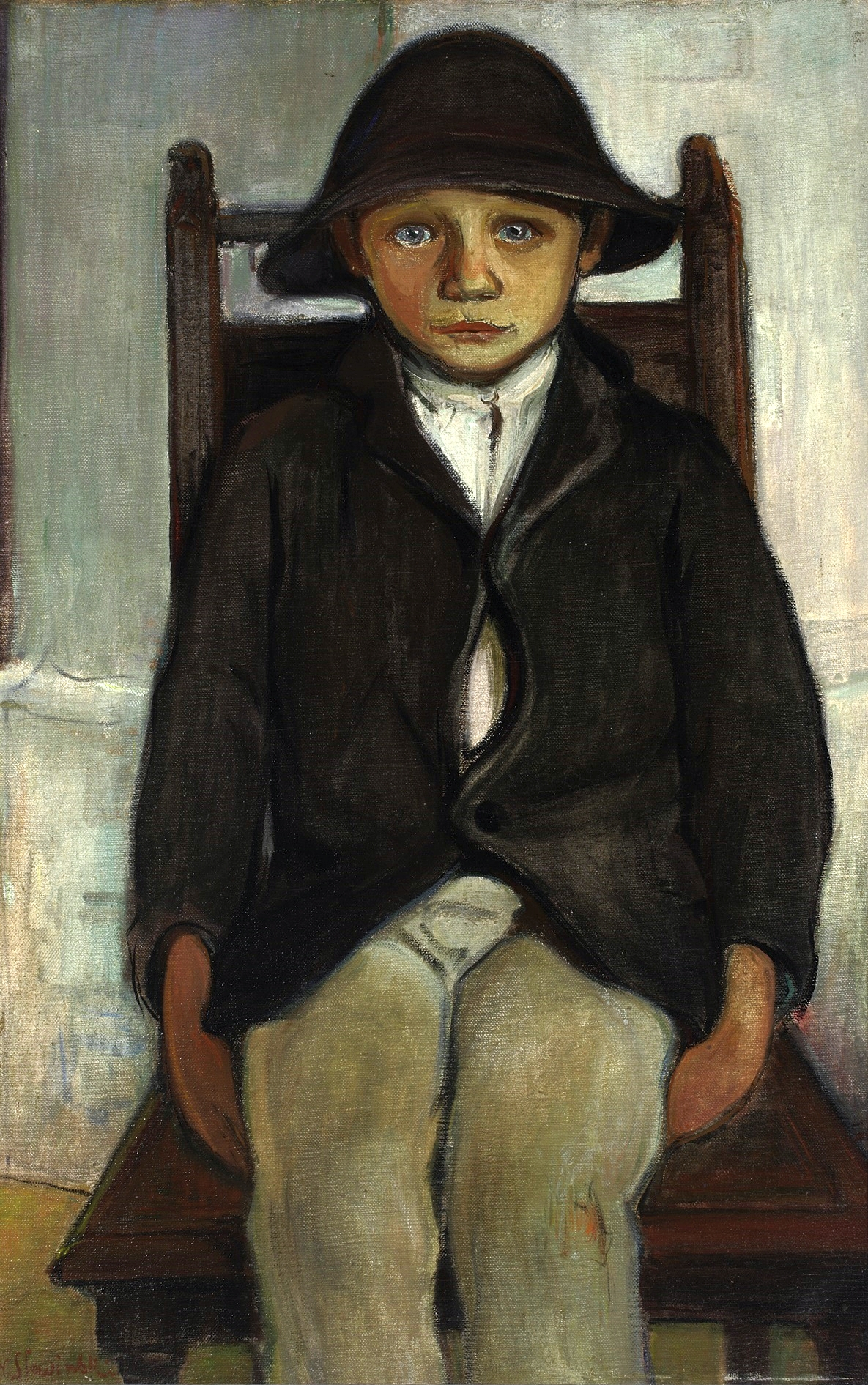
Ślewiński Orphan from Poronin

Nació el 1 de junio de 1856 en el pueblo de Nowy Białynin en el río Pisia (comuna de Nowa Sucha) y fue bautizado en la iglesia de Mikołajewo (comuna de Teresin) el 19 de junio de 1856. Władysław era hijo de Kajetan Ślewiński, heredero del pueblo de Białynin, y Helena, de soltera Mysyrowicz, que murió al dar a luz, y su cuerpo permanece hasta el día de hoy en el cementerio cerca de la iglesia de Mikołajewo. Era primo del pintor Józef Chełmoński y, por iniciativa suya, Władysław Ślewiński estudió brevemente en la Escuela de Dibujo de Wojciech Gerson, pero no se graduó.
En 1886, Ślewiński se hizo cargo de la finca Pilaszkowice en la región de Lublin, heredada de su madre, pero pronto se endeudó mucho y llevó la vida de un "joven despreocupado" en Varsovia. En última instancia, los activos y las finanzas de Ślewiński terminaron con la revelación de evasión de los impuestos de una destilería local por parte de la destilería y un funcionario de impuestos especiales, como resultado de lo cual se le acusó de defraudar impuestos especiales sobre el alcohol por un monto de 20.000 rublos. Por ello, en 1888 huyó a París. 
En los años 1888-1890 estudió en la Académie Colarossi de París. Después Estuvo asociado con la Escuela de Pont-Aven, en el círculo de Paul Gauguin.
En los años 1905-1910 se quedó con su esposa en Polonia; principalmente en Varsovia. Durante su estancia en Polonia, realizó exposiciones individuales en Varsovia (1905; en la galería Aleksander Krywult), Cracovia (1906) y Lviv (1907; con prólogo al catálogo de Jan Kasprowicz.
En el penúltimo año de su estancia en Polonia, fue profesor en la Escuela de Bellas Artes de Varsovia durante seis meses, pero renunció rápidamente por su incapacidad para ser profesor académico. En 1910 los Ślewiński regresaron a Francia donde se instalaron nuevamente en Bretaña, en Doëlan.
Murió en París en el hospital de Cochin para enfermedades nerviosas (donde permaneció desde 1916) - el 24 de marzo de 1918. El funeral tuvo lugar tres días después en la iglesia de Sainte Anne de la Butte aux Cailles en París y enterrado en el cementerio de Bagneux cerca de París (avenida 86, fila 10, tumba n.º 36).
En 1928, el pintor Tytus Czyżewski, alumno de Ślewiński, escribió un libro sobre él, en el que afirma que su maestro nació en 1854 en Białynin, en el río Pilica. Este error duró hasta finales de la década de 1980, cuando la profesora Władysława Jaworska, conocida historiadora del arte, por consejo del párroco Mikołajewie Antoni Szyrwiński (1979–1988), lo corrigió en su libro sobre Władysław Ślewiński.

## Creación
Comenzó a pintar tarde y pasó casi todos sus años creativos en Francia. El mar fue un tema frecuente en sus obras. Pintó numerosos bodegones y paisajes, modestos, austeros y pacíficos. Se inspiró en los medios de expresión de Gauguin y el Art Nouveau: simplificación y aplanamiento del color y linealismo.
En pintura utilizó una línea delicada, más perceptible que vista, que es visible, entre otros, en el cuadro Brushing, donde tanto el motivo del cabello largo y suelto como la suavidad y la fluidez de las formas recuerdan las formas y arreglos que son populares en el estilo. El huérfano de Poronin proviene del período en que permaneció en Cracovia, en una gama oscura y apagada de manchas ampliamente presentadas y coloreadas.

## Filosofía
La filosofía del arte de Ślewiński parece provenir de un extracto de su declaración sobre Gauguin: "Es un artista que tiene que ser completamente aceptado o rechazado. Puedo sentirlo y aceptarlo totalmente, porque se adapta a mis ideas del arte y belleza". A partir de sus primeras obras, simplificó las formas y pintó en áreas planas. Rodeó áreas con contornos, aunque a veces mezclaba las zonas de color. Si bien a veces rayaba en la abstracción, su representación nunca se apartó por completo de la observación directa de la naturaleza. Su acercamiento al llamado color subjetivo fue similar, como se puede ver en algunos de los paisajes de las montañas Tatra.
Quizás más importante para Ślewiński que la aplicación selectiva del sintetismo fue su búsqueda, inspirada en Gauguin, de la simplicidad y la sinceridad en lugares no tocados por la civilización moderna, así como en objetos de uso diario. En su arte, Ślewiński se concentró en el objeto, infundiendo su materialidad con la sensibilidad reflexiva de un pintor. La forma y el color determinaban la atmósfera del cuadro. El artista utilizó principalmente colores tierra, a veces avivados con matices más fuertes. Empleó un repertorio de formas con contornos curvos, y pintó sin boceto, como era característico de la época.

## Galería

Ślewiński Władysław, Mujer cepillándose el pelo, 1897.
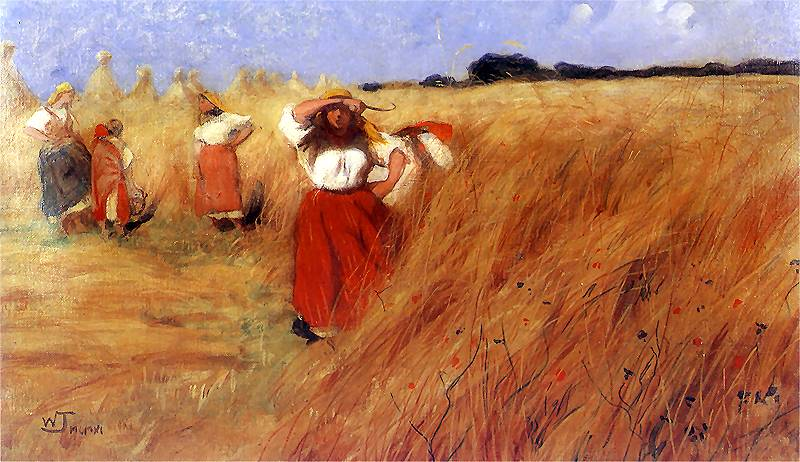
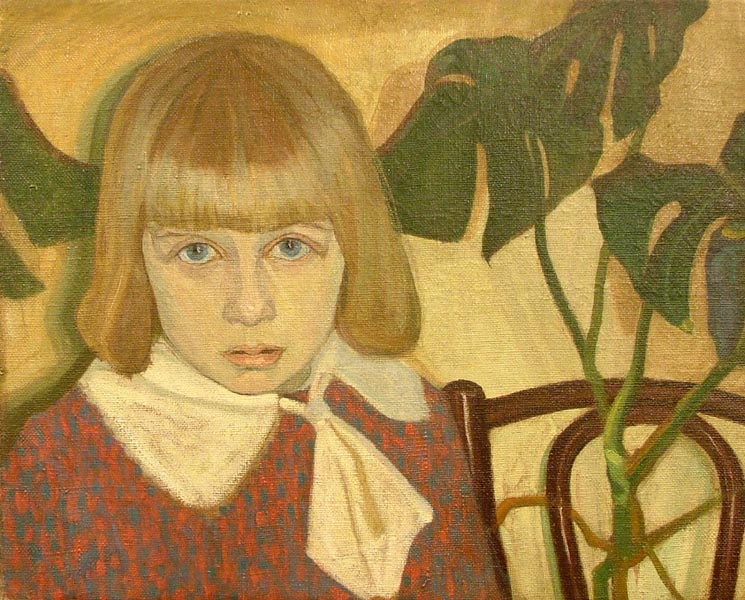
Wladyslaw-slewinski-dziewczynka
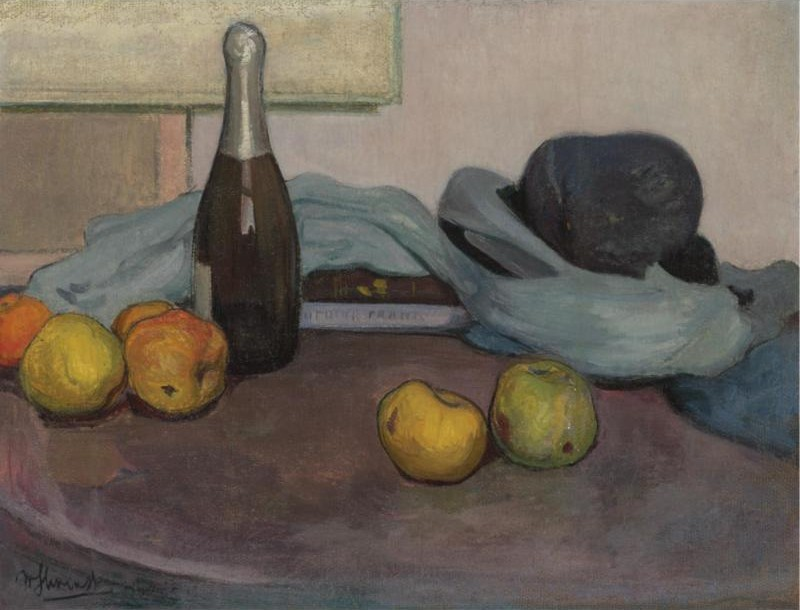
Slewinski-wladyslaw-nature
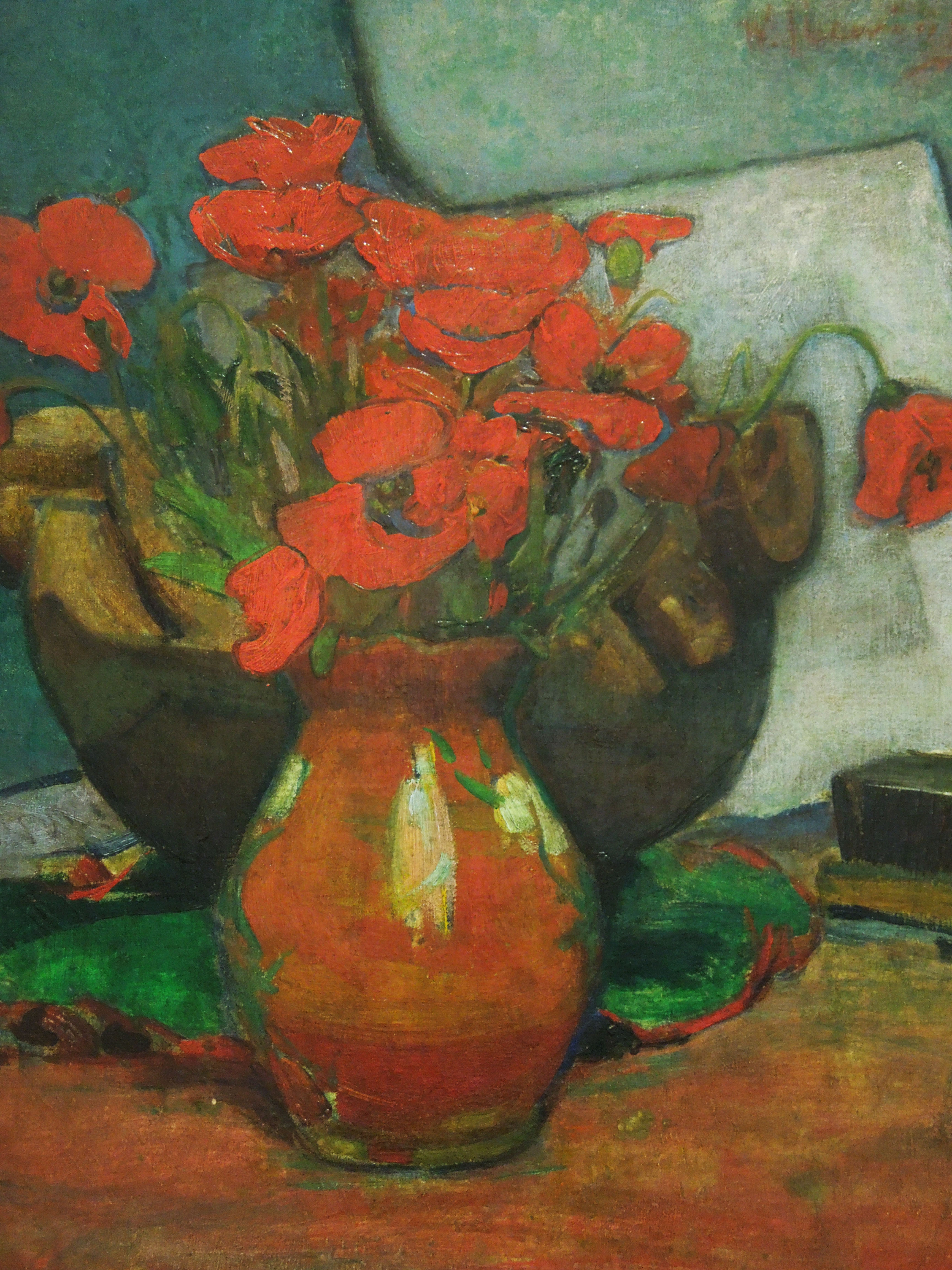
Władysław Ślewiński - Maki
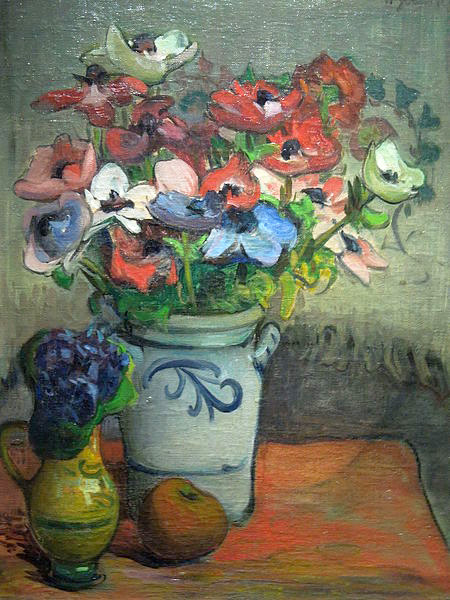
Władysław Ślewiński - Anemony
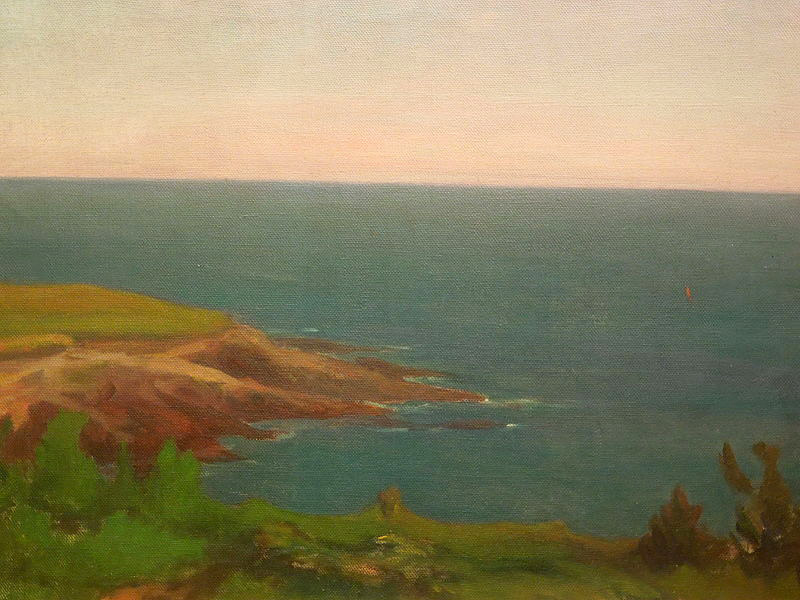
Władysław Ślewiński - Pejzaż morski
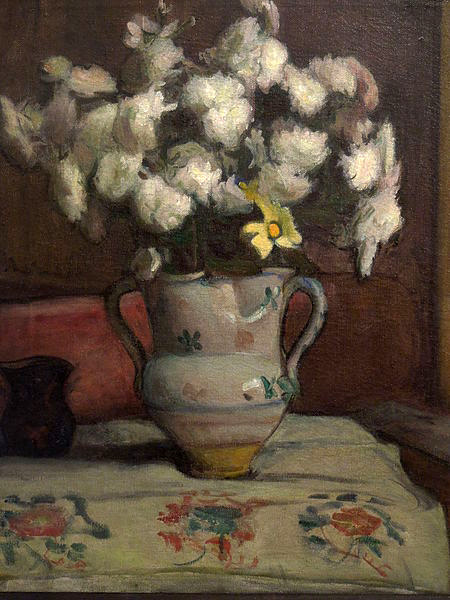
Władysław Ślewiński - Astry
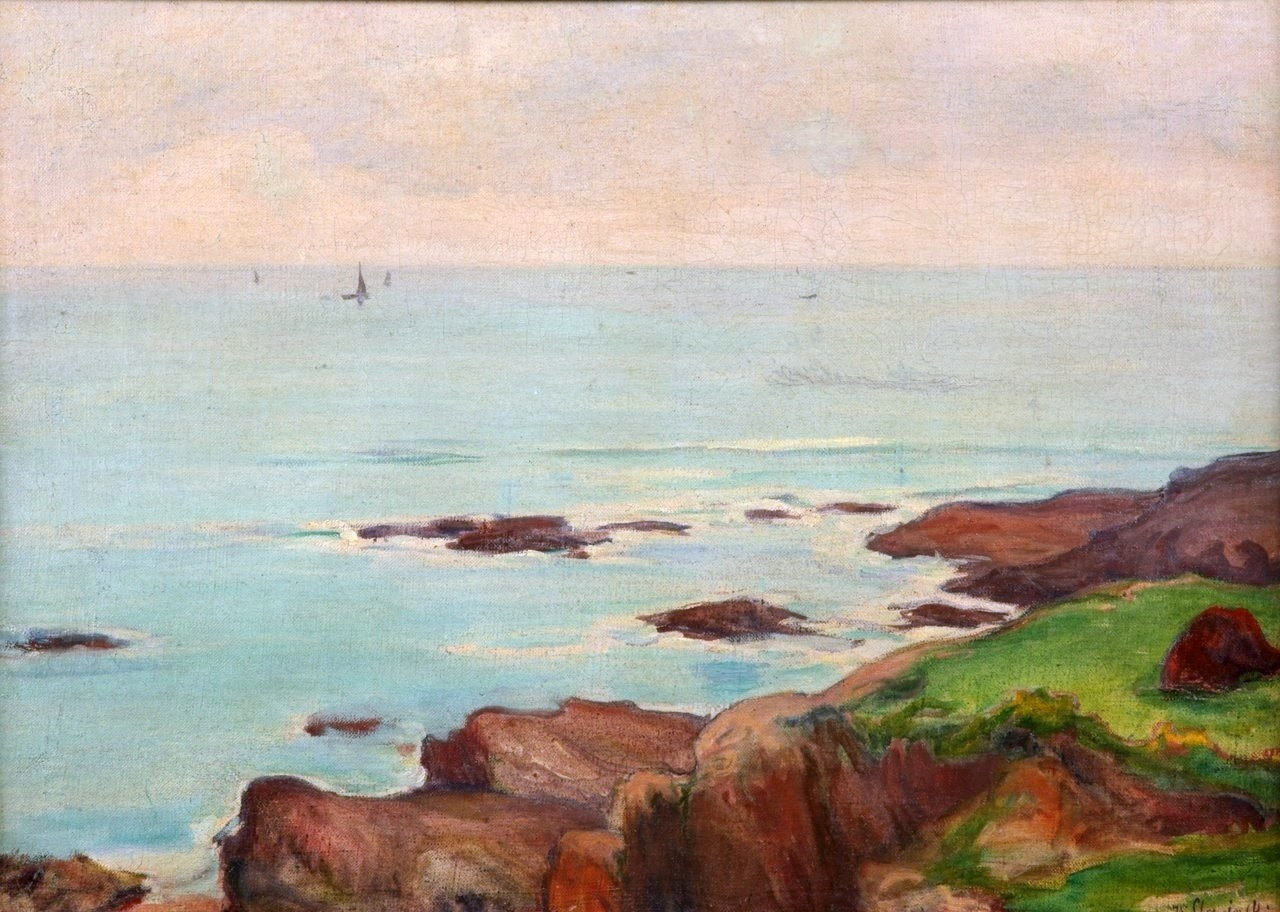
Władysław Ślewiński - Morze
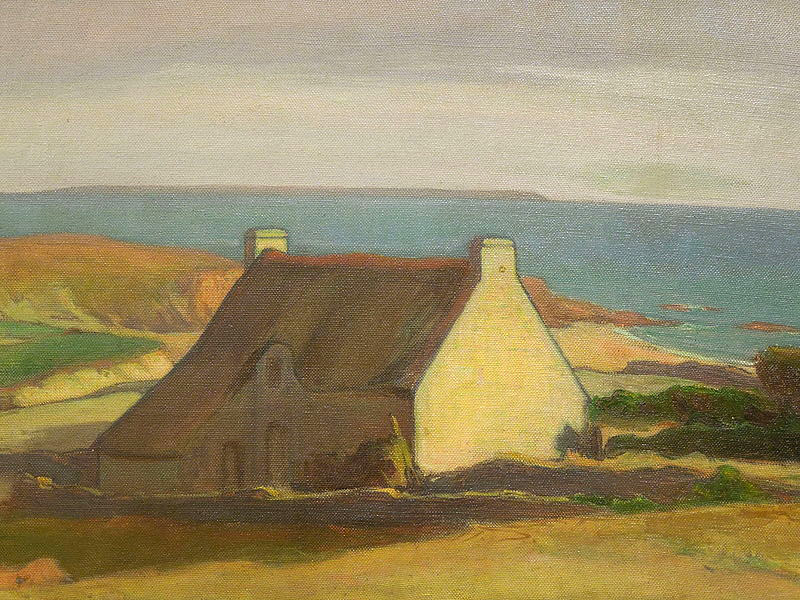
Władysław Ślewiński - Chata w Le Pouldu
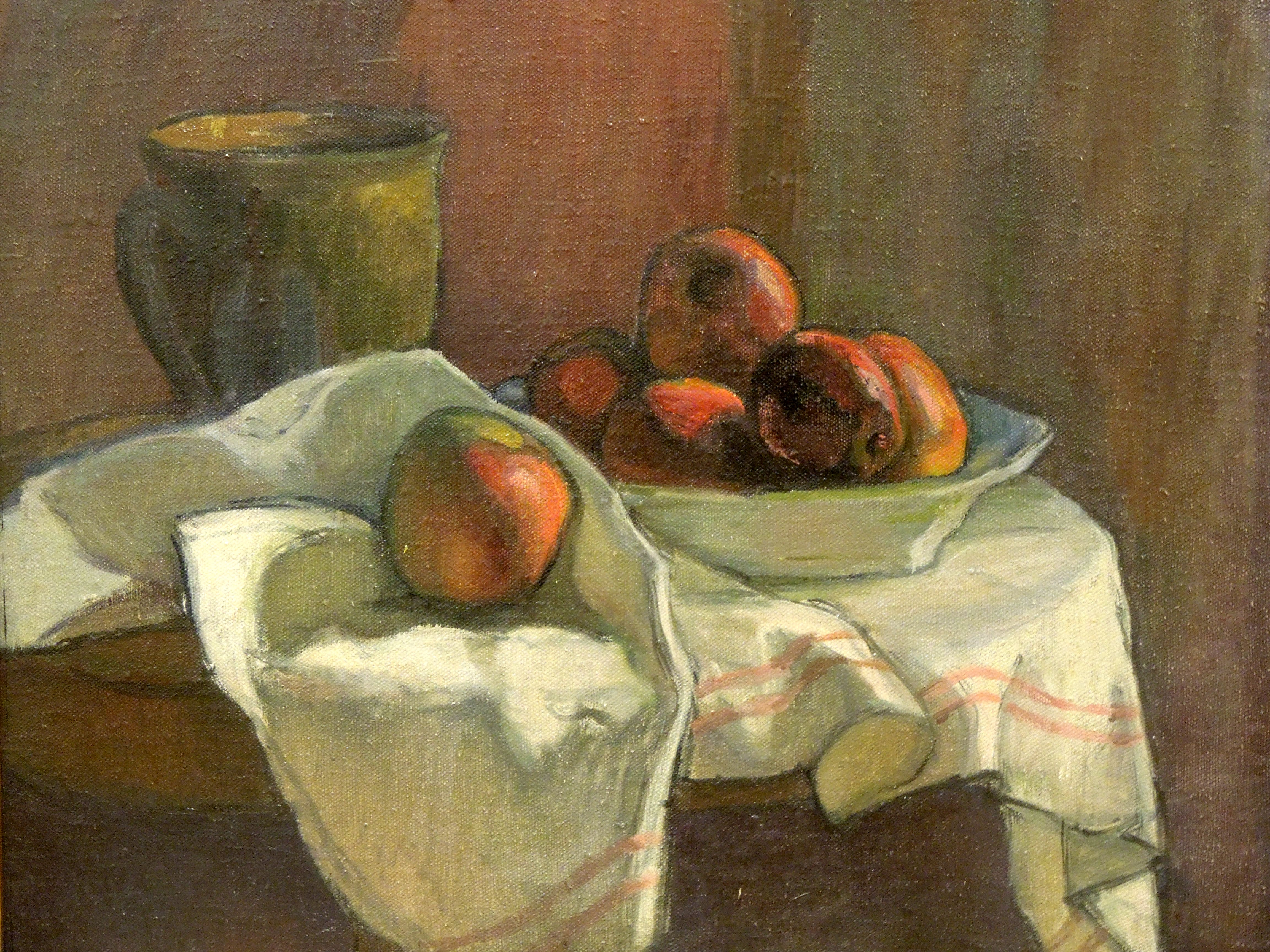
Władysław Ślewiński - Martwa natura z jabłkami
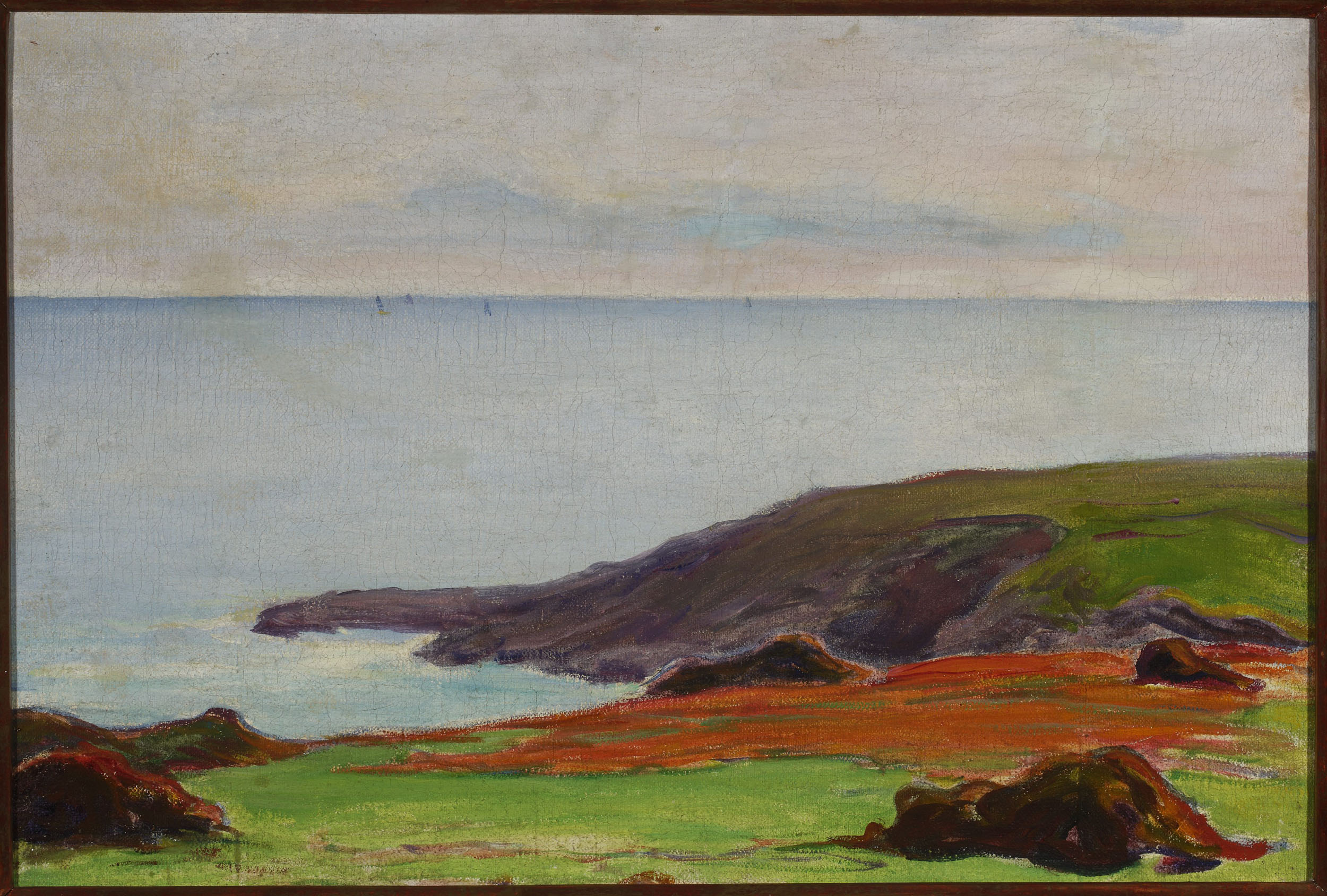
Władysław Ślewiński - Sea in springtime
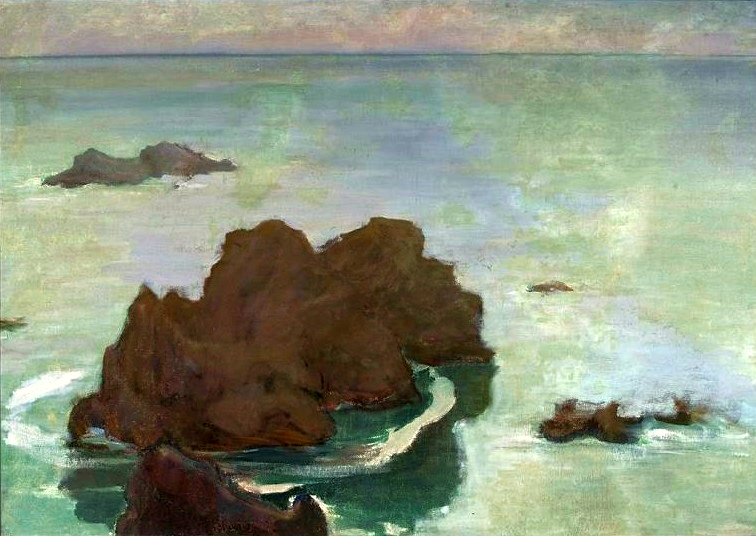
Ślewiński Rocky island
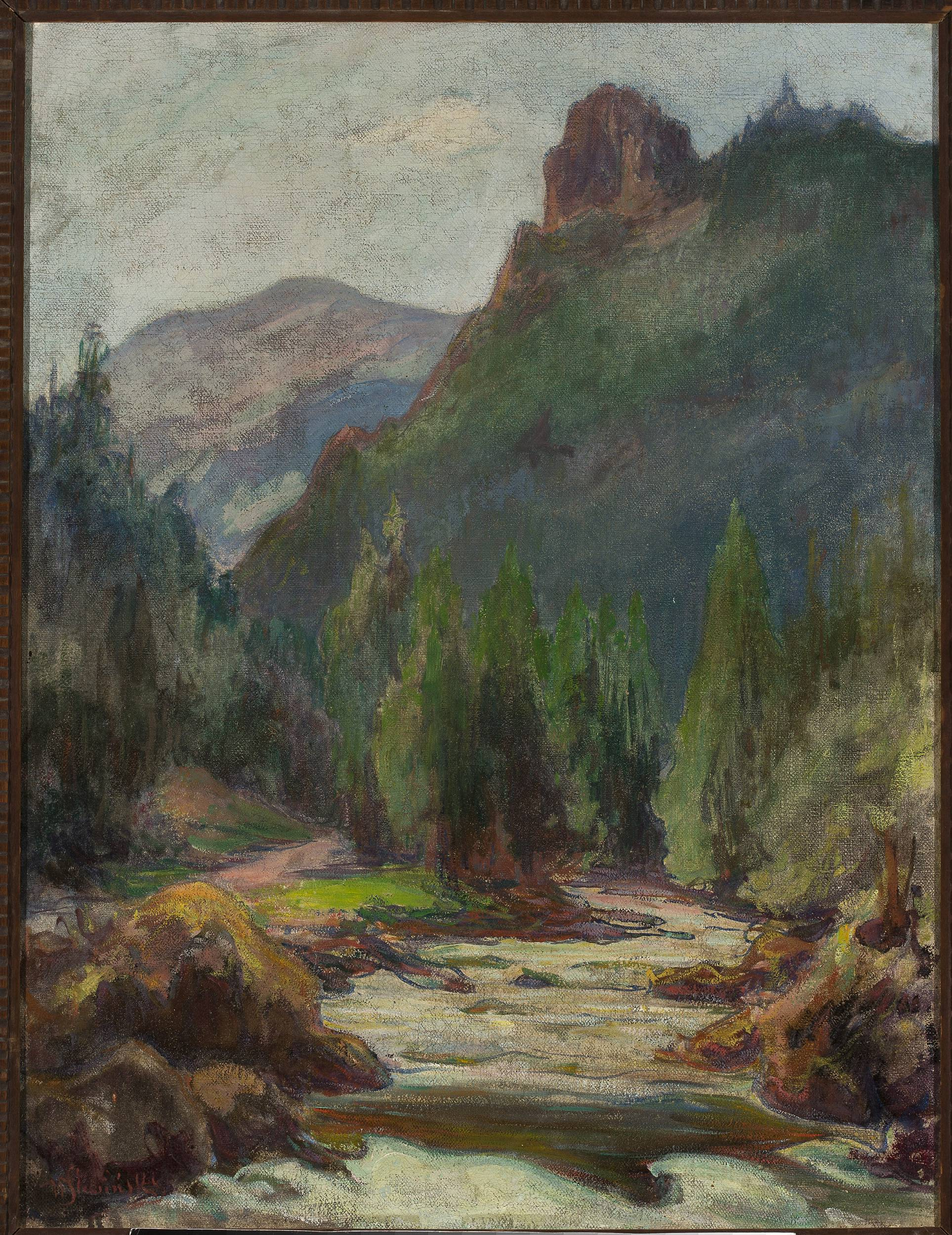
Władysław Ślewiński - Mountain landscape
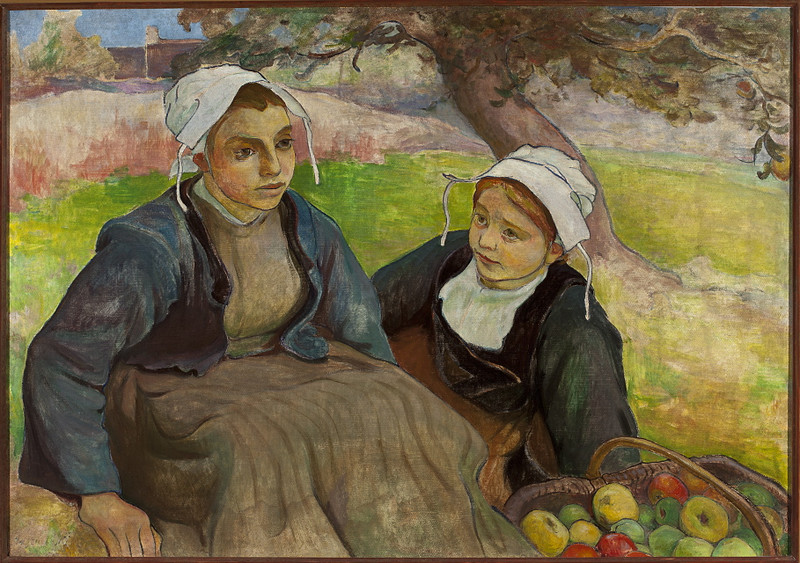
Władysław Ślewiński - Two Breton women with a basket of apples - National Museum in Warsaw
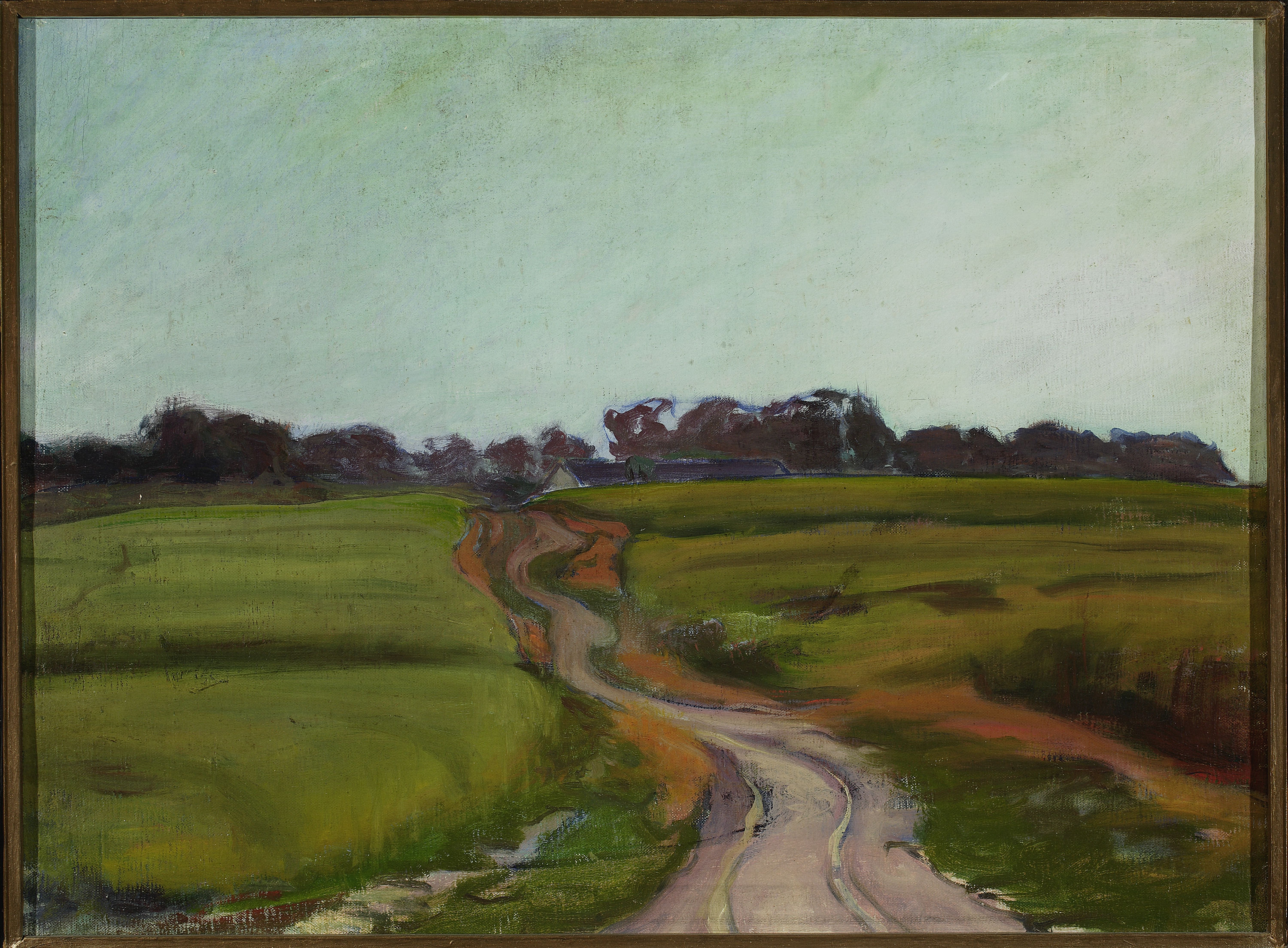
Władysław Ślewiński - Road among fields - MP 141 MNW - National Museum in Warsaw
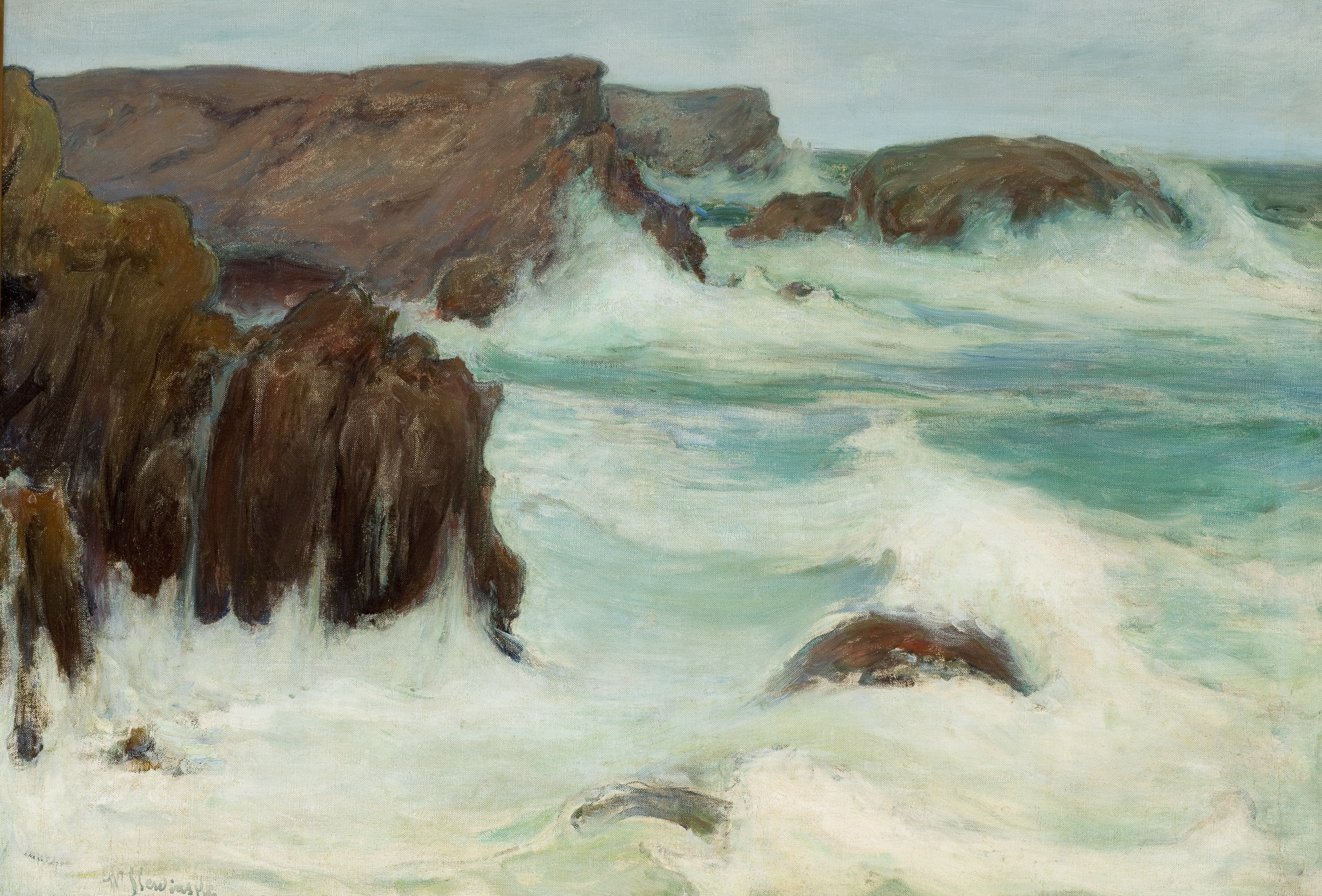
Władysław Ślewiński - The Sea in Brittany - MNK II-b-908 - National Museum Kraków
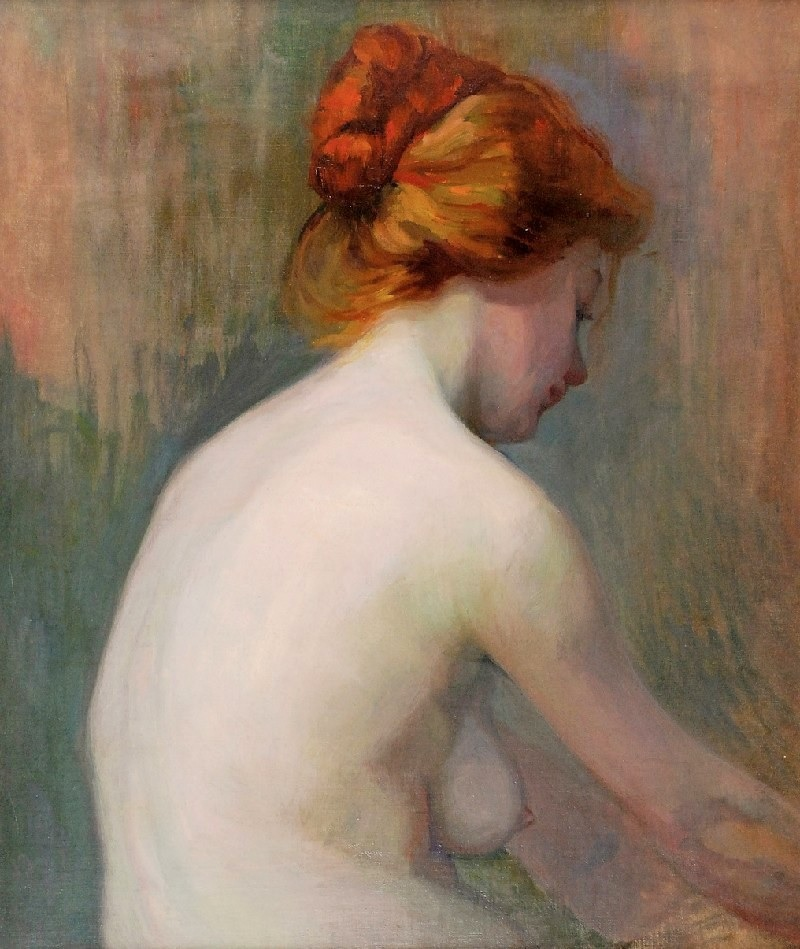
Slewinski akt
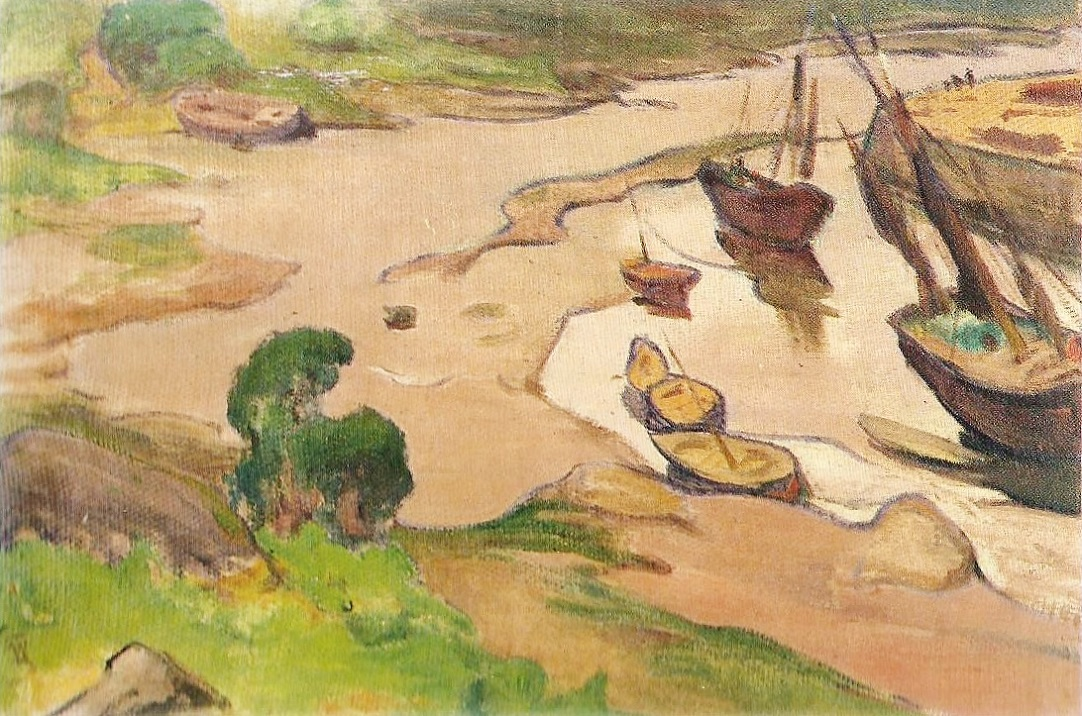
Wladyslaw Slewinski Marée basse à Pont-Aven